# معدل خطأ بايز
في التصنيف الإحصائي، فإن معدل خطأ بايز هو أدنى معدل خطأ ممكن لأي مصنِّف لإعطاء نتيجة عشوائية (على سبيل المثال، التصنيف إلى واحدة من فئتين). وهو مماثل للخطأ غير القابل للاختزال.
يوجد عدد من الطرق لتقدير معدل خطأ بايز. إحدى الطرق تقوم على الحصول على مجموعات تحليلة تعتمد في تشكيلها على متغيرات التوزيع، وبالتالي يصعب تقديرها. ويركز نهج آخر على الكثافة كل صنف، في حين تجمع طريقة أخرى بين المصنفات المختلفة وتقارن بينها.
ويعتبر معدل خطأ بايز ذا أهمية كبيرة في دراسة الأنماط والتعلم الآلي.

## تقدير الخطأ
من حيث التعلم الآلي وتصنيف الأنماط، يمكن تقسيم التسميات الخاصة بمجموعة من الملاحظات العشوائية إلى فئتين أو أكثر. تسمى كل ملاحظة (instance) والفئة التي تنتمي إليها هي (label). معدل خطأ بايز لتوزيع البيانات هو احتمال أن يتم تصنيف الحالة بشكل خاطئ بواسطة مصنف يعرف احتمال الفئة الصحيحة. بالنسبة لمصنف متعدد الفئات، قد يتم حساب معدل خطأ بيزعلى النحو التالي:[بحاجة لمصدر]
{\displaystyle {\displaystyle p=1-\textstyle \sum _{C_{i}\neq C_{\text{max,x}}}\int \limits _{x\in H_{i}}P(C_{i}|x)p(x)\,dx}}{\displaystyle }
حيث x هو تمثل الحالة، Ci هي فئة يالحالة، Hi هي المنطقة التي تُصنف كـ Ci بواسطة دالة التصنيف.[بحاجة لتوضيح]
يعتبر خطأ بايز غير صفري إذا كانت فئات التصنيف غير حتمية، أي أن هناك احتمالًا غير صفري لحقيقة معينة تنتمي لأكثر من فئة واحدة.[بحاجة لمصدر]